# Форт Уильям-Генри
Форт Уильям-Генри (англ. Fort William Henry) — британский форт на южном берегу озера Лейк-Джордж в провинции Нью-Йорк. Форт получил особую известность после резни, устроенной индейцами против английских солдат и колонистов, сдавшихся французам во время осады 1757 года. Эти события легли в основу знаменитого романа Фенимора Купера «Последний из могикан», впервые изданного в 1826 году.
Решение о строительстве форта было принято сэром Уильямом Джонсоном в сентябре 1755 года в ходе Франко-индейской войны. Форт был задуман как плацдарм для атак на французские позиции у форта Святого Фредерика. Форт Уильям-Генри стал частью цепи британских и французских фортов вдоль важного внутреннего водного пути от Нью-Йорка до Монреаля и занял ключевое передовое положение на границе между Нью-Йорком и Новой Францией. Форт был назван в честь принца Уильяма, герцога Камберленда, младшего сына короля Георга II, и принца Уильяма Генри, герцога Глостера, внука короля Георга II и младшего брата будущего короля Георга III.
После осады 1757 года французы разрушили форт и ушли. Соседние форты были построены несколько позднее, в результате чего местность вокруг остатков форта Уильям-Генри осталась нетронутой и в XIX столетии стала привлекать внимание туристов. В 1950-е годы была построена копия форта, превращённая в музей, который стал популярной среди туристов достопримечательностью в городе Лейк-Джордж.